# Maciej Namysło
Maciej Namysło (ur. 21 lipca 1974 w Radomiu) – polski aktor teatralny i filmowy, reżyser, animator kultury.

## Życiorys
Absolwent Państwowej Wyższej Szkoły Teatralnej im. Ludwika  Solskiego w Krakowie (Wydział Aktorski we Wrocławiu, tytuł mgr sztuki w roku 2000).
W latach 1999–2016 był aktorem Teatru Dramatycznego im. Jana Kochanowskiego w Opolu.
Od 2016 roku związany z Teatrem Ludowym w Krakowie.

## Role teatralne
W dorobku ponad 60 ról teatralnych, zagrał m.in.:
- 1999: Trieplew, Mewa (reż. I. Kempa)
- 2001: Billy, Kaleka z Inishmaan M. McDonagh (reż. B. Zaczykiewicz);
- 2003: Aleksiej, Merylin Mongoł N. Koljady (reż. K. Rekowski);
- 2004: Wiedźma Lola, Makbet W. Szekspira (reż. M. Kleczewska);
- 2005: Starzec / Orestes / Posłaniec, Ifigenia w Aulidzie wg Eurypidesa (reż. P. Passini);
- 2007: Szczęsny Kossakowski, 30 sekundach J. Słowackiego (reż. B. Podbielska);
- 2008: Krzysztof Malewski, Aktorzy prowincjonalni (reż. A. Holland i A. Smolar);
- 2009: Nikołaj Myszkin, Idiota wg F. Dostojewskiego(reż. T. Konina);
- 2010: Martin von Essenbeck, Zmierzch bogów E. Medioliego, L. Viscontiego i N. Badalucco (reż. M. Kleczewska);
- 2011: Klaus, Nocny portier L. Cavani (reż. Ł. Chotkowski);
- 2014: Alfons, Rękopis znaleziony w Saragossie J. Potockiego (reż. P. Światek);
- 2015: Kemal, Pamięć O. Pamuka (reż. E. Koyuncuoglu);
- 2017: Roger, Akt równoległy D. Benfielda (reż. T. Łomnicki);
- 2018: Iwan Bezdomy/Mateusz Lewi, Mistrz i Małgorzata M. Bułhakowa (reż. P. Passini)
- 2018: Barman, Pstrąg, Trener Remsa, Salto w tył O. Pavla (reż. M. Prusak)
- 2021: Cyryl, Iwona, księżniczka Burgunda W. Gombrowicza (reż. C. Tomaszewski)
- 2022: Dab-Dab, Doktor Dolittle H. Loftinga (reż. M. Prusak)
- 2022: Achilles, Iliada Homera (reż. J. Roszkowski)
- 2023: Jambroży, Chłopi W. Reymonta (reż. R. Brzyk, w przygotowaniu)

## Filmografia (wybrane realizacje)
- 2009: Afonia i pszczoły, reż.  Jan Jakub Kolski;
- 2010: Maraton tańca, reż. Magdalena Łazarkiewicz;
- 2017: Pokot, reż. Agnieszka Holland.

## Reżyseria
- 2021: Głos Ludzki/Piaf  Jeana Cocteau, Teatr Ludowy w Krakowie

## Nagrody
- 2005:  nagroda ZASP im. Jacka Woszczerowicza za rolę drugoplanową wiedźmy-transwestyty Loli w przedstawieniu Makbet W. Szekspira w reż.Mai Kleczewskiej w Teatrze Dramatycznym im. J. Kochanowskiego w Opolu, XLV Kaliskie Spotkania Teatralne[1];
- 2007: nagroda aktorska za rolę Szczęsnego Kossakowskiego w przedstawieniu 30 sekund J. Słowackiego w reż. Bogny Podbielskiej w Teatrze Dramatycznym im. J. Kochanowskiego w Opolu, XXXII Opolskie Konfrontacje Teatralne „Klasyka Polska"[1];
- 2007: wyróżnienie za rolę Baala w spektaklu Baal B. Brechta w reż. Marka Fiedora w Teatrze Dramatycznym im. J. Kochanowskiego w Opolu, II Ogólnopolski Konkurs na teatralną inscenizację dawnych dzieł literatury europejskiej[2];
- 2011: Złota Maska za rolę Martina von Essenbecka w przedstawieniu Zmierzch bogów E. Mendiolego, L. Viscontiego i N. Badalucco w reż. Mai Kleczewskiej w Teatrze Dramatycznym im. J. Kochanowskiego w Opolu, 2011[3].

## Odznaczenia
- 2015: Za Zasługi dla Miasta Opola[4]

## Inne
Pomysłodawca i prezes Stowarzyszenia „Kochanowski” organizacji pożytku publicznego, w latach 2004-2016), gdzie zrealizował m.in.:
- 2004-2010: 6 edycji ODRAMY (Międzynarodowych Dni Nowej Dramarurgii)[5];
- 2001-2015: autor scenariusza i reżyser pięciu przedstawień z udziałem dorosłych i emerytów w ramach projektu edukacyjnego TEATROWNIA[6];
- 2012-2013: projekt edukacyjny ZABAWY NA PODWÓRKU[7].
- 2017 - 2020: pomysłodawca i realizator projektu edukacyjnego SPÓŁDZIELNIA TEATRALNA w Teatrze Ludowym w Krakowie[8]